# Олонхо

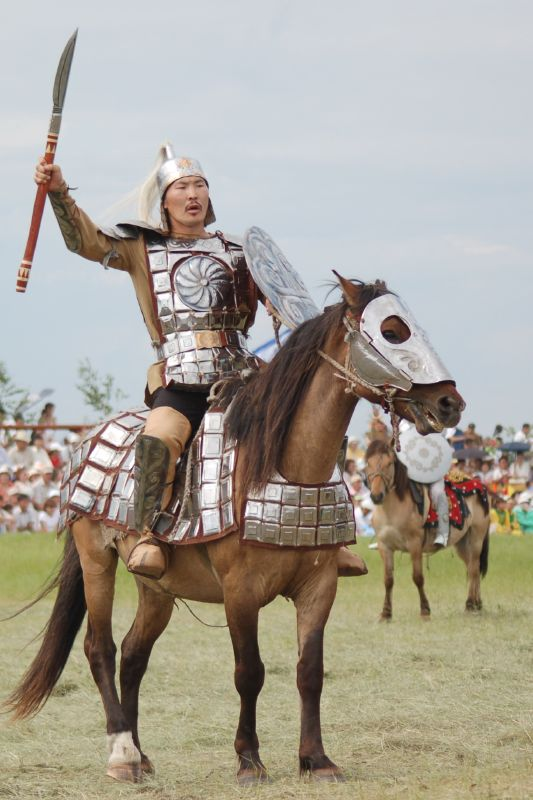
Сучасна постановка сцени з «Олонхо»

Олонхо (якут. Олоҥхо) — якутський героїчний епос, один з найбільш древніх епосів тюркських народів.
Епос складається з багатьох сказань, близьких за сюжетом, образами і стилем, розміром 10-15 тисяч віршованих рядків. Протягом століть сформувалася особлива класична традиція усної передачі змісту. Мовлення героїв співаються, а інша частина вимовляється. Частина тексту — проза і короткі прозові вставки. Слова персонажів співаються, решта тексту виконується речитативом, часто без інструментального супроводу.
Олонхо відображають риси патріархально-родового ладу, міжродові та міжплеменні відносини якутів. Оскільки у кожного племені і великого роду якутів були свої казкарі і співаки, які спеціалізувалися на передачі «Олонхо», то в наші дні існує багато варіантів цього твору, які зберігають єдину сюжетну лінію, але суттєво відрізняються між собою. «Олонхо» оповідає про подвиги богатирів боотур і частково присвячений історичному часу до переселення якутів на територію Якутії.
В основі сюжетів — боротьба богатирів з племені айии аймага зі злими однорукими або одноногими чудовиськами, захист справедливості і мирного життя. В Олонхо поєднані фантастика і гіперболізації в зображенні богатирів з реалістичними описами побуту, численні міфи давнього походження.
У 2008 р. ЮНЕСКО внесла «Олонхо» до списку нематеріальної спадщини людства.
За епосом створено оперу «Нюрґун Боотур».